# Arthur de La Borderie

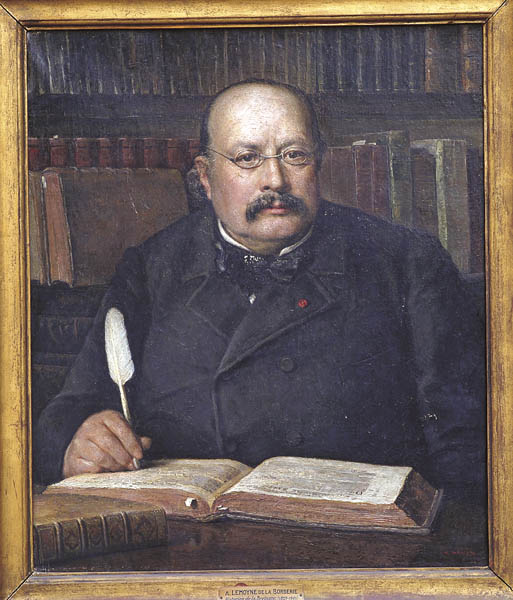
Arthur de La Borderie, Öl auf Leinwand, um 1900

Louis Arthur Le Moyne de La Borderie (* 5. Oktober 1827 in Vitré; † 17. Februar 1901 ebenda) war ein französischer Historiker und Politiker.
Er gilt als Vater der bretonischen Geschichtsschreibung und war Generalrat und später Abgeordneter des Departements Ille-et-Vilaine (Wahlkreis Vitré).

## Leben
Arthur de La Borderie wurde 1827 als Louis Arthur Le Moyne geboren; er war der Sohn von François Jean Mathurin Le Moyne, der aus einer reichen bürgerlichen Grundbesitzerfamilie in Vitré stammte, und Suzanne Jeanne Pauline Hévin, der Tochter von Julien Pierre Marie Hévin. Der Namenszusatz La Borderie stammt von einem noch heute existierenden Pachthof in Étrelles, der von der Familie mehrere Jahrhunderte lang bewirtschaftet wurde. Sein älterer Bruder Valdec (1823–1903) wurde Bürgermeister von Vitré und Präsident des Generalrats von Ille-et-Vilaine. 1858 heiratete er Marie-Philomène de La Bigne de Villeneuve, die Nichte seines Kollegen und Freundes Paul de la Bigne.

### Der Historiker
Nach seinem Jurastudium an der Universität Rennes trat er in die École des Chartes ein, die er 1852 als Jahrgangsbester mit seiner Thesis De la paroisse rurale en Bretagne au IXe siècle. Du prince de paroisse, machtyern ou princeps plebis abschloss. Von 1853 bis 1859 arbeitete er in den Archives départementales de Nantes. Er war Gründungsmitglied der Société archéologique et historique d’Ille-et-Vilaine, deren Präsident er von 1863 bis 1890 war.
Als katholischer Monarchist förderte er sehr viele alte Dokumente aus dem Mittelalter und späteren Epochen zutage und untersuchte sie, scheint dabei aber zumeist den fränkischen und französischen Einfluss auf die bretonischen Institutionen systematisch ausradieren zu wollen, was ihm den Spitznamen „bretonischer Lavisse“ einbrachte. Seine Studien zur bretonischen Hagiografie waren in „Wirklichkeit der überarbeitete Korpus von Albertus Magnus, der von einem Chartisten, der Lobineau für ein Vorbild der historischen Kritik hält, aufbereitet wurde“. Ohne es zu wissen, schuf er eine Version der bretonischen Geschichte, die von der gegen Ende seines Lebens aufblühenden bretonischen Bewegung verwendet werden sollte.
Er war der Herausgeber der historischen Zeitschrift Revue de Bretagne et de Vendée (erschienen von 1857 bis 1900), die er im Alter von 30 Jahren gründete.

### Der Politiker
Von 1864 bis 1871 war er Generalrat des Departements Ille-et-Vilaine, anschließend bis 1876 Abgeordneter von Vitré. In dieser Funktion war er Berichterstatter (1872 verfasst und 1874 veröffentlicht) zur parlamentarischen Untersuchungskommission über die Handlungen der „Regierung zur nationalen Verteidigung“, insbesondere über das Camp de Conlie, in dem 1871 etwa fünfzigtausend bretonische Soldaten unter unmenschlichen Bedingungen festgehalten wurden.
Er saß als Katholik und Monarchist auf der rechten Seite und ließ keine Gelegenheit aus, die republikanischen Prinzipien zu kritisieren. Daher stimmte er 1875 gegen den Amendement Wallon, nahm aber nicht an der anschließenden Abstimmung über die Verfassungsgesetze teil.
Er trat für die Gruppe Centre droit orléaniste an, zog sich aber nach dem ersten Wahlgang 1876 zurück, da er sich mit 46,02 % der Stimmen im Wahlkreis Vitré desavouiert fühlte. Sein legitimistischer Konkurrent Olivier Le Gonidec de Traissan (30 % im ersten Wahlgang) wurde in einer Stichwahl gegen einen Republikaner (Léon-Adrien de Montluc) gewählt.
1873 gründete er die Association bretonne neu, die 1859 von der Regierung Napoleons III. als politisch verdächtig aufgelöst worden war.

## Werke
- Louis De La Trémoille et la guerre de Bretagne en 1488, d’après des documents nouveaux et inédits, Champion, 1877
- Correspondance historique des Bénédictins bretons et autres documents historiques associés. Relatifs à leurs travaux sur l’Histoire de Bretagne, Champion, 1880.
- Chronique De Jean De Saint-Paul Chambellan du Duc François II de Bretagne, Nantes, Société des bibliophiles bretons, 1881
- Complot breton de MCCCCXCII [1492]. Documents inédits, publiés avec des notes et introduction par… Archives de Bretagne. II. Recueil d’actes, de chroniques et de documents rares et inédits, Société des Bibliophiles Bretons et de l’Histoire de Bretagne, 1884.
- La Révolte du Papier Timbré advenue en Bretagne en 1675, Prud’homme., Saint-Brieuc, 1884, Neuausgabe in Les Bonnets Rouges, Union Générale d’Éditions (Collection 10/18), Paris, 1975
- Recueil d’actes inédits des ducs et Princes de Bretagne. XIe, XIIe & XIIIe siècles, Rennes, Imprimerie Ch. Catel, 1888
- Cartulaire de l’abbaye Saint-Guénolé de Landévennec, avec notes et variantes, Imprimerie de Ch. Catel, 1888
- Une illustration rennaise – Alexandre Duval, de l’Académie Française et son théâtre, H. Caillière, Rennes, 1893
- Histoire Municipale de la ville de Tréguier – Documents inédits du XVIe et du XVIIe siècle, publiés avec notes et introduction. J. Plihon & L. Hervé, Rennes, 1894.
- Œuvres Nouvelles Des Forges Maillard, Nantes, Societe des Bibliophiles Bretons, 1888 (mit René Kerviler)
- Jean Meschinot, sa vie et ses œuvres, ses satires contre Louis XI. Champion, 1896
- Nouveau Recueil d’actes inédits des Ducs et Princes de Bretagne (XIIIe & XIVe siècles), Rennes, Prost, 1902
- Histoire de Bretagne, Plihon, Honnay et Vatar, Rennes, 1896–1914 (6 Bände), Neuausgabe Joseph Floch, Mayenne, 1975
- Étude historique sur les neuf barons de Bretagne, Plihon et Hervé, Rennes, 1895
- La Bretagne aux derniers siècles du Moyen Age (1364–1491) : Résumé du cours d’histoire professé à la Faculté des Lettres de Rennes en 1892–1893 / Arthur de La Borderie, Plihon et Hervé, Rennes, 1893
- Saint Paterne, premier évêque de Vannes : sa légende, son histoire, Lafolye, Vannes, 1892

Ein großer Teil seiner Bibliothek befindet sich heute in der Bibliothèque de Rennes Métropole.

## Mitgliedschaften (Auswahl)
- Académie des inscriptions et belles-lettres, 1889–1901
- Société de l’histoire de France,
- Comité des travaux historiques et scientifiques